# Mavinakatte, Channagiri
Mavinakatte là một làng thuộc tehsil Channagiri, huyện Davanagere, bang Karnataka, Ấn Độ.